# サナーイー

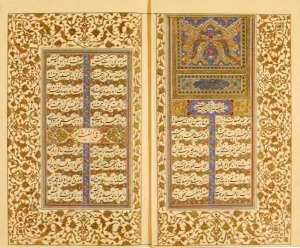
真理の園 Hadiqat al Haqiqa de Hakim Sanai, Manuscrito persa de 1894 Fundación Lázaro Galdiano.Inventario 15519

サナーイー（ハキーム・サナーイー、サナーイー・ガズナヴィー　ペルシア語：حکیم ابوالمجد مجدود ‌بن آدم سنایی غزنوی　Ḥakīm Abū al-Majd Majdūd ibn Ādam Sanā'ī Ghaznavī　生没年不詳）は、ペルシアの最初の本格的神秘主義詩人であり、ハキーム(賢者)・サナーイーとして知られている。アッタール（1136年頃 ‐ 1230年頃）と共にペルシアの2大スーフィー詩人の1人、あるいは更にルーミー（1207年 - 1273年）を加えてペルシアの3大スーフィー詩人の1人に数えられる。ルーミーは、サナーイーとアッタールについて「アッタールはわが魂、サナーイーはその両目だ。私の詩作はこの2人に学ぶところが大きい」
( عطار روح بود و سنایی دو چشم او/ما از پی سنایی و عطار آمدیم)と述べている。
アフガニスタンを支配したガズナ朝（ガズニー朝、955年 - 1187年）に生まれ、同朝末期の君主バフラーム・シャー（1118年 - 1152年）の宮廷の詩人であった。アラブ文学、イスラーム法学、医学、天文学、哲学、イスラーム神学を修得した。サラフス、ニーシャープール、ヘラートなどを旅した。バフラーム・シャーのインドへの軍事遠征にも随行している。若年時代はファッルヒーやウンスリーの詩を模倣しシャーを賞賛する頌詩を詠んでいたが後にメルブに隠棲し、アブー・ヤークーブ・ユースフについて宗教的生活に入った。すでに造形・形式の点でその頂点に達していたカスィーダに、神秘主義思想・禁欲主義に基づく精神的経験を取り入れ、さらに第一級の社会・政治詩や、後世のルーミーの『シャムセ・タブリーズ詩集』の源と評されるほどの優れたガザルも残した。代表作「真理の園（真理の園と道の掟）　حدیقه الحقیقه و شریعه الطریقه　Ḥadīqat al-Ḥaqīqat wa Šarīʻat al-Ṭarīqat」で知られる。ニザーミーの「神秘の宝庫　مخزن الاسرار　Makhzan al-Asrār」はサナーイーの「真理の園」に倣って作詩された。ニーシャープールに生まれた、ウマル・ハイヤーム（1048年 ‐ 1131年）と大体同時代人。マスナヴィー形式のスーフィー詩はペルシアの神秘主義詩人サナーイーとアッタールにより始められ、ルーミーのマスナヴィーで集大成された、とルーミーのマスナヴィーの注釈者として高名なイスマイル・アンカラヴィー（İsmail Ankaravîもしくはリュスーフ・デデ　Rüsûh Dedeもしくはイスマイル・ブン・アフメド・リュスーヒー・バイラミー・メヴレヴィー・アンカラヴィー　İsmail b. Ahmed Rüsûhî el-Bayramî el-Mevlevî Ankaravî　1631年没。17 世紀イスタンブールのメヴレヴィー教団のシェイフ）は言う。

## 代表作
- 『真理の園』حدیقةالحقیقه
- 『来世への下僕の旅』سیرالعباد الی المعاد
- 『バルフの業行』کارنامه بلخ
- 『筆の祈り』